# Pheidole squalida
Pheidole squalida är en myrart som beskrevs av Santschi 1910. Pheidole squalida ingår i släktet Pheidole och familjen myror. Inga underarter finns listade i Catalogue of Life.